# Osbornellus libratus
Osbornellus libratus är en insektsart som beskrevs av Delong 1941. Osbornellus libratus ingår i släktet Osbornellus och familjen dvärgstritar. Inga underarter finns listade i Catalogue of Life.